# Triumph Motor Company
L'attività automobilistica della Triumph, azienda già attiva nel settore delle biciclette e delle motociclette col marchio Triumph Cycle Co., ebbe inizio nel 1921, quando il general manager Claude Holdbrook convinse Sir Bettmann (fondatore e proprietario dell'azienda) ad acquisire gli stabilimenti ed i locali di Clay Lane della Dawson Car Company.

## I primi anni

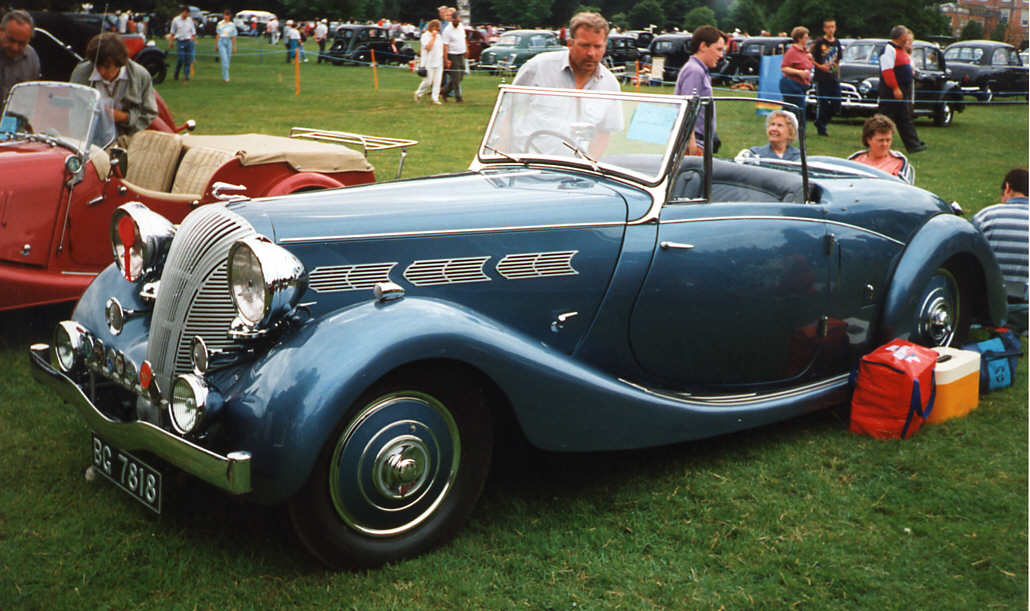
Triumph Dolomite

Il primo modello prodotto dalla Triumph fu la 10/20 con motore di 1,4 litri, che ottenne un buon successo (anche se la produzione non era su grande scala). Questa vettura era, in realtà, disegnata dalla Lea-Francis, che pretendeva una royalties su ogni unità venduta.
La produzione di grande serie iniziò nel 1927, con la Super 7. Questo modello ottenne un successo tale che, nel 1930 venne creata la divisione autonoma Triumph Motor Company. La Super 7 rimase in produzione fino al 1934.
Negli anni successivi vennero stretti accordi con la Coventry Climax per la progettazione di motori (comunque assemblati dalla Triumph).
Negli anni trenta la società, composta ormai da 3 divisioni, Triumph Cycle Company, Triumph Motorcycle Company e Triumph Motor Company, in difficoltà finanziaria, cedette la divisione che produceva le biciclette (1932) e motociclistica (1936), per concentrarsi sulla produzione automobilistica.
Nel 1937 venne nominato capo progettazione Donald Healey, che rese autonoma la Triumph nella progettazione dell'intera vettura (motori inclusi). Il primo modello progettato da Healey fu la Dolomite del 1938, spinta da un motore 8 cilindri in linea e ispirata, all'Alfa Romeo 8C 2300.
Nel 1939 l'azienda venne ceduta alla TW Ward e Donald Healey divenne general manager. La seconda guerra mondiale tuttavia fermò la produzione e nel 1940, lo stabilimento venne distrutto da un bombardamento.

## Il Gruppo Standard-Triumph

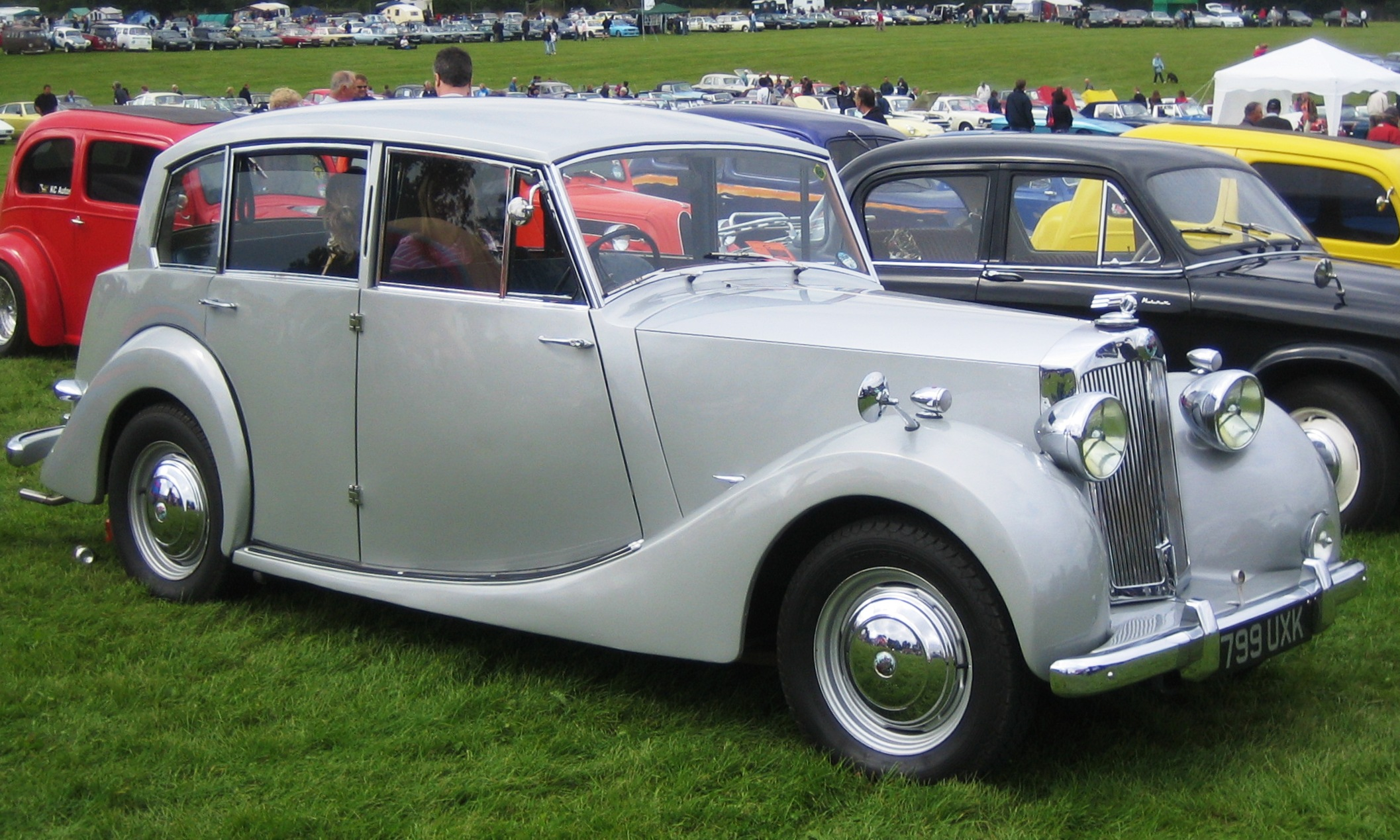
Triumph Renown (1954)

Nel 1945 ciò che era rimasto della Triumph Motor Company venne acquistato dalla Standard Motor Company, che riavviò la produzione nel 1946, trasferendo alla Triumph la produzione di alcuni modelli Standard e lanciandone uno inedito: la Triumph Roadster 1800. La Roadster 1800 aveva la carrozzeria in alluminio (più facile da reperire dell'acciaio, in quanto utilizzato nella costruzione di aerei militari). Ad essa seguirono la Renown (1948), la più piccola Mayflower (1949) e la Triumph Roadster 2000 (1949).
All'inizio degli anni cinquanta venne stabilito che la Triumph doveva essere la divisione sportiva del gruppo Standard Triumph. Furono gli anni dell'inizio della dinastia delle celebri roadster TR (Triumph Roadster), che arrivo fino agli anni ottanta.
Quando, alla fine del decennio il marchio Standard venne soppresso, la gamma Triumph si ampliò con l'introduzione della piccola Herald (1959), la prima Triumph (di una lunga serie) disegnata dallo stilista Giovanni Michelotti.

## Leyland

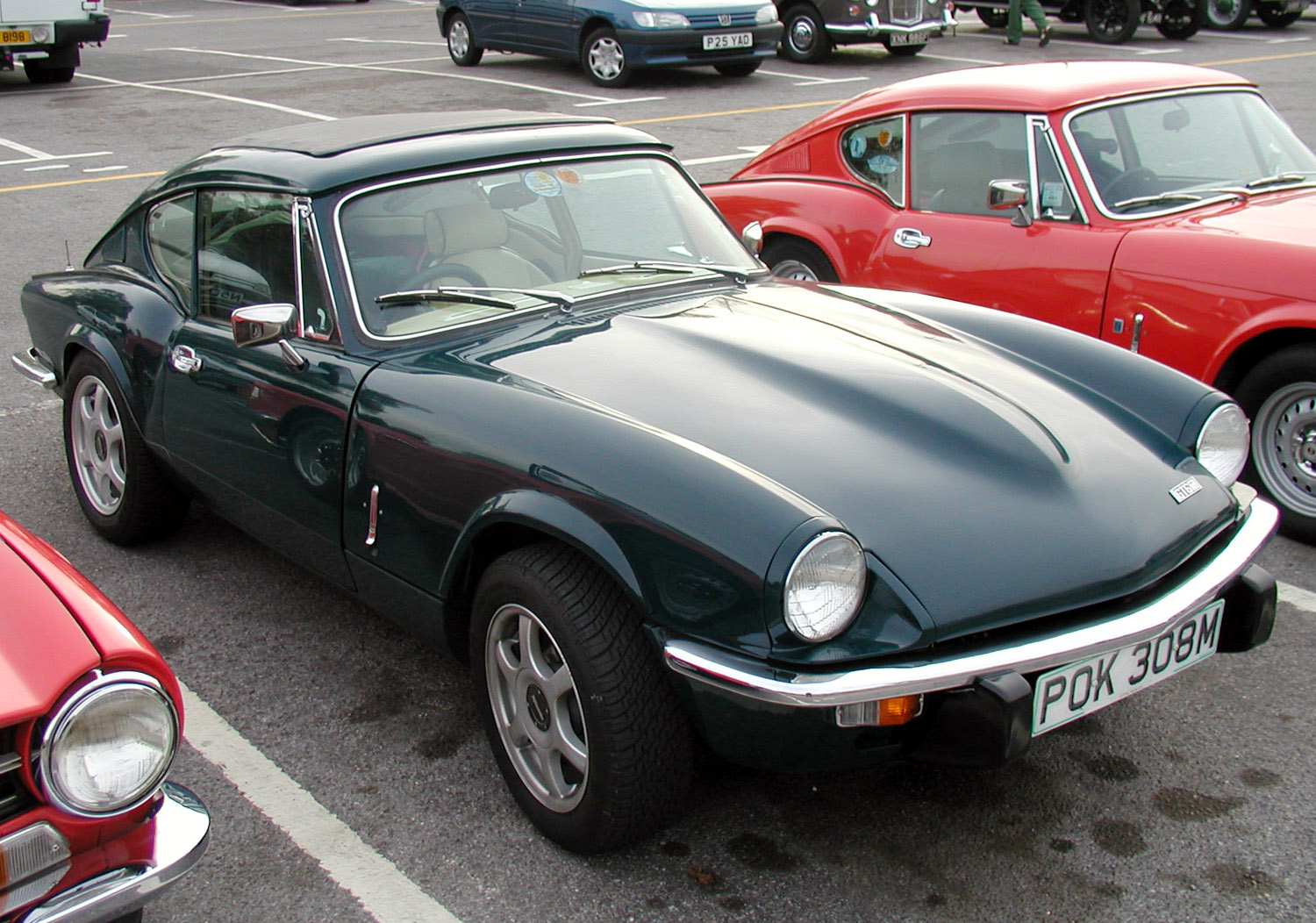
Triumph GT6

Nel dicembre del 1960 il gruppo Standard Triumph venne acquisito dalla Leyland e Donald Stokes divenne general manager.
La gamma venne ulteriormente ampliata col lancio delle berline a 6 cilindri Vitesse (1962) e 2000 (1963), della piccola spyder Spitfire (1963) e della coupé GT6 (1966). Tutte vetture disegnate da Michelotti.
Venne anche lanciata (1961) una nuova generazione della serie TR, la TR4. Anche in questo caso si trattava di un modello totalmente nuovo e disegnato da Michelotti.
Gli anni sotto l'egida della Leyland si conclusero col lancio della TR5 (evoluzione della TR4) nel 1967 e nel 1968 della berlina 2500 PI (evoluzione della 2000). Sempre nel 1967 venne presentata la berlina media 1300/1500, anch'essa disegnata da Michelotti.

## La British Leyland
Nel 1968 la Leyland e la British Motor Corporation si fusero, dando vita alla British Leyland.
Nonostante la confusione generata dalla fusione, con la dismissione di marchi come Wolseley e Riley, la Triumph poté dedicarsi alla produzione di vetture sportive (inevitabile la concorrenza interna con MG) e berline con prestazioni brillanti e finiture eleganti.

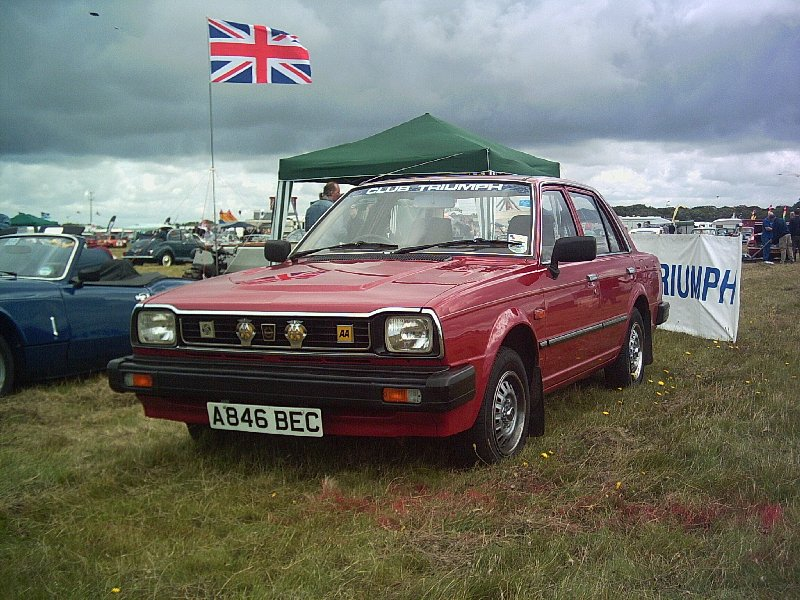
Triumph Acclaim

In questi anni, oltre all'evoluzione delle sportive TR, Spitfire e GT6, vennero lanciate le nuove berline Dolomite (1972) e Toledo (1970) e alla targa Stag (1971), spinta da un V8 di 3 litri.
A metà degli anni settanta la Triumph, insieme a Rover e Jaguar andò a formare la cosiddetta Special Division all'interno della British Leyland.
Il frutto, per Triumph, di questa unificazione fu la sportiva TR7 (1976), evolutasi poi nel 1979 in TR8 di cui, malgrado la linea completamente diversa e moderna, ne furono costruite più di 110.000 esemplari (battendo il record della TR6 che venne costruita in circa 94.000 esemplari).
La profonda crisi della British Leyland, ormai nazionalizzata, e l'insuccesso degli ultimi modelli sportivi Triumph, portò alla progressiva dismissione del marchio.
L'ultima automobile prodotta con marchio Triumph fu la Acclaim del 1981, ovvero una versione rimarchiata (e costruita su licenza) della Honda Ballade.
Il marchio Triumph sparì dal panorama dei costruttori automobilistici nel 1984, con l'uscita di scena della Acclaim stessa.
I diritti di utilizzo del marchio appartengono alla BMW dal 2000, quando li acquisì dal Gruppo Rover (successore della British Leyland).

## Principali modelli Triumph
- Triumph 10/20 (1923-26)
- Triumph 13/35 (1924-26)
- Triumph 15/50 (1926-30)
- Triumph Super 7 e Super 8 (1927-34)
- Triumph Super 9 (1931-33)
- Triumph Gloria (1933-38)
- Triumph Dolomite (1934-39)
- Triumph Roadster (1946-49)
- Triumph Renown (1946-52)
- Triumph Mayflower (1949-53)
- Triumph Serie TR roadster TR2 TR3 TR4 TR5 TR6 TR7 TR8 (1950-81)
- Triumph Italia (1959-62)
- Triumph Herald (1959-71)
- Triumph TR4 (1961-65)
- Triumph Vitesse (1962-71)
- Triumph Spitfire (1963-80)
- Triumph GT6 (1966-75)
- Triumph 1300 (1965-70)
- Triumph 1500 (1970-73)
- Triumph Stag (1970-1977)
- Triumph 1500 TC (1973-76)
- Triumph Toledo (1970-76)
- Triumph Dolomite (1972-80)
- Triumph Acclaim (1981-84)
- Triumph 2000 e 2500 (1963-77)